# James Bond girl
 (novembre 2024).
Une James Bond girl (prononcé en anglais /d͡ʒeɪmz bɒnd ɡɜːl/), ou simplement Bond girl, est un personnage féminin qui a un lien affectif avec James Bond dans un film, un roman ou un jeu vidéo.
Par extension, on qualifie également de « James Bond girl » les comédiennes qui incarnent ces personnages.
Ces jeunes femmes au physique avenant sont souvent des espionnes, des victimes ou des criminelles rencontrées par l'agent 007 au cours de ses différentes missions. À quelques exceptions près, elles entretiennent plus ou moins brièvement une relation amoureuse ou sexuelle avec Bond.
Toutes les femmes croisées par Bond ne font pas partie du « club » des James Bond girls : « M », Miss Moneypenny ou l'ennemie Rosa Klebb, par exemple, ne sont usuellement pas considérées comme des James Bond girls.

## Caractéristiques

### Romans
La quasi-totalité des romans et nouvelles de Ian Fleming inclut un personnage féminin, voire plusieurs.
Fleming décrit sa conception de la James Bond girl parfaite dans son quatrième roman :

« La femme idéale doit savoir faire la sauce béarnaise aussi bien que l'amour. Il faut aussi qu'elle soit douée de tous les petits talents de société habituels. Des cheveux d'or. Des yeux gris. Une bouche à damner un saint. Un corps parfait. Et naturellement un grand sens de l'humour, de l'élégance, et une dextérité convenable aux cartes. Il attend d'elle, encore, qu'elle ne commette pas d'erreur de parfums comme la plupart des Anglaises. Qu'elle sache s'habiller : il adore les robes noires surtout sur une peau bronzée, pas trop de bijoux et des ongles exempts de vernis. »

— Ian Fleming, Les diamants sont éternels

### Films
Contrairement aux romans de Fleming, les James Bond girls cinématographiques sont beaucoup plus nombreuses, avec parfois quatre personnages prépondérants dans un seul film. La plupart des Fleming girls a été filmée, parfois dans un film différent de l'histoire d'origine (Solange passe ainsi de 007 à New York à Casino Royale ; Miranda Frost, copie de Gala Brand, l'héroïne de Moonraker, joue dans une histoire originale adaptée de Colonel Sun).

#### Jeu scénaristique
Selon les besoins du scénario du film, les James Bond girls se voient confier des rôles plus ou moins similaires et stéréotypés :
- les demoiselles en détresse : Jill Masterson n'en peut plus de servir Auric Goldfinger, Domino veut venger la mort de son frère, Solitaire est maltraitée par le docteur Kananga ;
- les femmes fatales : Pussy Galore est une pilote d'avion associée au méchant Goldfinger, Fiona Volpe et Helga Brandt sont des activistes du SPECTRE, Xenia Onatopp est une tueuse à gages dominatrice ;
- les espionnes : Kissy Suzuki œuvre pour les services secrets japonais, Anya Amasova représente le KGB, Holly Goodhead, Pam Bouvier et Jinx (en) travaillent pour les États-Unis ;
- les « anti-héroïnes » : Bonne-Nuit est la reine des gaffeuses, Stacey Sutton (en) est une géologue dépassée par les événements.

Les situations peuvent les faire passer d'une identification à une autre, induisant l'idée machiste de duplicité. Certaines sont simplement présentes pour leur physique avantageux, n'ayant aucune incidence sur la mission ; d'autres jouent un rôle essentiel dans le succès des missions.
Le rôle des James Bond girls a évolué à partir des années 1980, où elles ne sont plus cantonnées à être sauvées. May Day dans Dangereusement vôtre ou Xenia Onatopp dans GoldenEye sont des méchantes qui donnent à James Bond du fil à retordre. Pam Bouvier, dans Permis de tuer est une agent de la CIA qui sait se battre et prend aussi l'initiative d'embrasser Bond ; Natalya (en), dans GoldenEye, pirate l'antenne GoldenEye de Trevelyan ; Wai Lin (en) dans Demain ne meurt jamais, contribue à la destruction du bateau furtif de Carver et excelle dans les arts martiaux ; Elektra King dirige un grand groupe pétrolier et le docteur Christmas Jones désamorce une bombe nucléaire dans un oléoduc dans Le monde ne suffit pas. Enfin, Jinx est l'alter-ego féminin de Bond dans Meurs un autre jour. Depuis les années 2000 et l’arrivée de Daniel Craig dans le rôle de Bond, la place de la James Bond girl devient plus ambigüe. Si Vesper Lynd (Casino Royale) et Madeleine Swann (Spectre) poussent Bond à engager une relation amoureuse durable - étant les seules 40 ans après Tracy Bond dans Au service secret de Sa Majesté - Camille Montes (en) (Quantum of Solace) ou Séverine (en) (Skyfall) ont un rôle plus passif et en retrait.
Le personnage de Madeleine Swann (jouée par Léa Seydoux) est à part, car, si elle est la seule James Bond girl principale de deux films consécutifs, Spectre et Mourir peut attendre (le personnage d'Eunice Gayson présente dans James Bond contre Dr No et Bon Baisers de Russie était secondaire), elle a vécu la plus longue relation avec James Bond. Elle est également la seule qui aura un enfant avec James, restera à ses côtés, et elle est la seule relation de longue durée à rester en vie, contrairement à lui qui se sacrifie pour elle à la fin du film Mourir peut attendre.

#### Impact
Compte tenu du succès de chaque film, incarner une Bond girl semble, pour une jeune actrice, une opportunité inespérée de se faire connaître du grand public. Ursula Andress, Jane Seymour, Carole Bouquet et Kim Basinger profitèrent en effet au mieux de leurs expériences bondiennes, menant chacune une solide carrière au cinéma ou à la télévision. D'autres étaient déjà des comédiennes reconnues avant de se glisser dans le lit de Bond : par exemple, Honor Blackman et Diana Rigg étaient connues pour leurs participations au sein de la série Chapeau melon et bottes de cuir.
Cependant, la plupart des actrices ne connurent pas autant de réussite et leur participation à la saga resta leur « heure de gloire ». Certaines carrières, plutôt bien lancées avant Bond, connurent même par la suite un sévère déclin. De sorte qu'une légende s'installa, affirmant qu'une malédiction planait sur les James Bond girls.
Cette tendance semble s'inverser depuis l'arrivée de Pierce Brosnan dans GoldenEye en 1995, et la plupart des James Bond girls les plus récentes sont promises à une belle carrière : Famke Janssen et Rosamund Pike, quasi inconnues auparavant, mais révélées par leur rôle respectivement dans GoldenEye et Meurs un autre jour, ont tourné dans d'autres films à succès. Il en est de même pour Halle Berry, qui a reçu un Oscar ; Sophie Marceau reste l'une des comédiennes françaises les plus populaires et Teri Hatcher (Mrs. Paris Carver) a renoué avec le succès dans la série télévisée Desperate Housewives.

## Liste des James Bond girls

### Romans

#### Ian Fleming
| Date | Roman ou nouvelle               | Roman ou nouvelle               | Roman ou nouvelle           | Bond girls                                                                                     |
| Date |                                 | titre original                  | autre titre francophone     | Bond girls                                                                                     |
| ---- | ------------------------------- | ------------------------------- | --------------------------- | ---------------------------------------------------------------------------------------------- |
| 1953 | Casino Royale                   | Casino Royale                   | Espions, faites vos jeux !  | Vesper Lynd                                                                                    |
| 1954 | Vivre et laisser mourir         | Live and Let Die                | Requins et Services Secrets | Simone Latrelle, alias Solitaire                                                               |
| 1955 | Moonraker                       | Moonraker                       | Entourloupe dans l'Azimut   | Galatée « Gala » Brand                                                                         |
| 1956 | Les diamants sont éternels      | Diamonds Are Forever            | Chauds les glaçons !        | Tiffany Case                                                                                   |
| 1957 | Bons Baisers de Russie          | From Russia With Love           | Échec à l'Orient-Express    | Tatiana « Tania » Romanova                                                                     |
| 1958 | Docteur No                      | Dr. No                          | James Bond contre Dr No     | Honeychile « Honey » Rider                                                                     |
| 1959 | Goldfinger                      | Goldfinger                      | Opération Chloroforme       | Pussy Galore Jill Masterson Tilly Masterson                                                    |
| 1960 | Bons Baisers de Paris           | From a View to a Kill           | James Bond en embuscade     | Mary-Ann Russell                                                                               |
| 1960 | Top secret                      | For Your Eyes Only              |                             | Judy Havelock                                                                                  |
| 1960 | Chaleur humaine                 | Quantum of Solace               |                             | Rhoda Llewelyn Nota Bene : elle n'apparaît qu'à travers le récit qu'un personnage fait à Bond. |
| 1960 | Risico                          | Risico                          |                             | Lisl Baum                                                                                      |
| 1960 | Le Spécimen rare de Hildebrand  | The Hilderbrand Rarety          |                             | Elizabeth « Liz » Krest                                                                        |
| 1961 | Opération Tonnerre              | Thunderball                     |                             | Dominetta « Domino » Vitali Patricia « Pat » Fearing                                           |
| 1962 | Motel 007                       | The Spy Who Loved Me            |                             | Vivienne Michel                                                                                |
| 1963 | Au service secret de Sa Majesté | On Her Majesty's Secret Service |                             | Comtesse Teresa « Tracy » Di Vicenzo Ruby Windsor                                              |
| 1964 | On ne vit que deux fois         | You Only Live Twice             |                             | Kissy Suzuki Mariko Ichiban                                                                    |
| 1965 | L'Homme au pistolet d'or        | The Man With The Golden Gun     |                             | Mary Goodnight Artificielle « Tiffy »                                                          |
| 1966 | Meilleurs Vœux de la Jamaïque   | Octopussy                       |                             | Octopussy                                                                                      |
| 1966 | La Sphère d'émeraude            | The Property of a Lady          |                             | Maria Freudenstein                                                                             |
| 1966 | Bons Baisers de Berlin          | The Living Daylights            |                             | La « Détente »                                                                                 |
| 1966 | 007 à New York                  | 007 in New York                 |                             | Solange                                                                                        |

- Mary Goodnight a été un personnage secondaire récurrent dans plusieurs romans avant de devenir la Bond girl principale de L'Homme au pistolet d'or.
- Les nouvelles de Meilleurs Vœux de la Jamaïque font intervenir des personnages féminins importants, mais qui n'ont pas de relation avec 007.

#### Kingsley Amis(sous le pseudonyme de Robert Markham)
| Date | Roman       | Bond girls         |
| ---- | ----------- | ------------------ |
| 1968 | Colonel Sun | Ariadne Alexandrou |

#### John Gardner
| Date | Roman                                | Roman                   | Bond girls                                                        |
| Date | version française                    | titre original          | Bond girls                                                        |
| ---- | ------------------------------------ | ----------------------- | ----------------------------------------------------------------- |
| 1981 | Opération Warlock / Permis Renouvelé | Licence Renewed         | Lavender Peacock Mary-Jane Mashkin Ann Reilly                     |
| 1982 | Mission particulière                 | For Special Services    | Cedar Leiter Nena Blofeld Bismaquer Ann Reilly                    |
| 1983 | Opération Brise-Glace                | Icebreaker              | Paula Vacker Anni Tudeer alias Rivke Ingber                       |
| 1984 | Une question d'honneur               | Role of Honour          | Persephone « Percy » Proud Freddie Fortune Cindy Chalmer          |
| 1986 | non traduit                          | Nobody Lives For Ever   | Princesse Sukie Tempesta Nannette « Nannie » Norrich              |
| 1987 | non traduit                          | No Deals, Mr Bond       | Emilie Nikolas alias Ebbie Heritage Irma Vagen alias Heather Dare |
| 1988 | Scorpius                             | Scorpius                | Harriet Horner                                                    |
| 1989 | Gagner, perdre ou mourir             | Win, Lose or Die        | Beatrice Maria da Ricci Clover Pennington Nikki Ratnikov          |
| 1990 | Brokenclaw                           | Brokenclaw              | Sue Chi-Ho alias Chi-Chi Sue Wanda Man Song Hing Ann Reilly       |
| 1991 | L'Homme de Barbarossa                | The Man from Barbarossa | Nina Bibikova Stéphanie Adoré                                     |
| 1992 | non traduit                          | Death Is Forever        | Elizabeth « Easy » Saint John Praxi Simeon                        |
| 1993 | non traduit                          | Never Send Flowers      | Fredericka « Flicka » Von Grüsse                                  |
| 1994 | non traduit                          | SeaFire                 | Fredericka « Flicka » Von Grüsse                                  |
| 1996 | non traduit                          | Cold                    | Beatrice Maria da Ricci Princesse Sukie Tempesta Toni Nicoletti   |

#### Raymond Benson
| Date | Roman                    | Roman                       | Bond girls                                       |
| Date | version française        | titre original              | Bond girls                                       |
| ---- | ------------------------ | --------------------------- | ------------------------------------------------ |
| 1997 | Le Spectre du Passé      | Blast From the Past         | Cheryl Haven                                     |
| 1997 | Jour J moins dix         | Zero Minus Ten              | Sunni Pei                                        |
| 1998 | Le Visage de la mort     | The Facts of Death          | Niki Mirakos Hera Volopoulos                     |
| 1999 | Drame d'une nuit d'été   | Midsummer Night's Doom      | Lisa Dergan Victoria Zdrok                       |
| 1999 | Crime sur les cimes      | High Time to Kill           | Helena Marksbury Gina Hollander Hope Kendall     |
| 1999 | non traduit              | Live at Five                | Janet Davies Natalia Lustokov                    |
| 2000 | non traduit              | Double Shot                 | Heidi & Hedy Taunt Margarita Piel Kimberly Feare |
| 2001 | Ne rêve jamais de mourir | Never Dream of Dying        | Tylyn Mignonne                                   |
| 2002 | non traduit              | The Man with the Red Tattoo | Reiko Tamura Mayumi Mac Mahon                    |

#### Charlie Higson
| Date | Roman                   | Roman            | Bond girls     |
| Date | version française       | titre original   | Bond girls     |
| ---- | ----------------------- | ---------------- | -------------- |
| 2005 | Opération SilverFin     | SilverFin        | Wilder Lawless |
| 2006 | La mort est contagieuse | Blood Fever      | Amy Goodenough |
| 2007 | Poker fatal             | Double or Die    | Kelly Kelly    |
| 2007 | Menace sur l'Eldorado   | Hurricane Gold   | Precious Stone |
| 2008 | Sur ordre de Sa Majesté | By Royal Command | Roan Power     |

#### Sebastian Faulks
| Date | Roman               | Roman          | Bond girls                   |
| Date | version française   | titre original | Bond girls                   |
| ---- | ------------------- | -------------- | ---------------------------- |
| 2008 | Le diable l'emporte | Devil May Care | Scarlett Papava Poppy Papava |

#### Jeffery Deaver
| Date | Roman             | Roman          | Bond girls                                                    |
| Date | version française | titre original | Bond girls                                                    |
| ---- | ----------------- | -------------- | ------------------------------------------------------------- |
| 2011 | Carte Blanche     | Carte Blanche  | Bheka Jordaan Felicity Willing Ophelia « Philly » Maidenstone |

### Films

#### Films produits parEON
| Date | Film                                                            | Bond girls | Actrices |
| ---- | --------------------------------------------------------------- | --- | --- |
| 1962 | James Bond 007 contre Dr No Dr. No                              | Honey Ryder Miss Taro Sylvia Trench Annabel Chung Mary Prescott Sœur Lily Sœur Rose | Ursula Andress (1936-) Zena Marshall (1926-2009) Eunice Gayson (1928-2018) Marguerite LeWars (1938-) Dolores Keator (1925-2011) Yvonne Shima (1935-) Michel Mok |
| 1963 | Bons Baisers de Russie From Russia with Love                    | Tatiana « Tania » Romanova Sylvia Trench Vida, la gitane en rouge Zora, la gitane en vert L'amie de Kerim La masseuse de Grant La danseuse du ventre                                                                                        | Daniela Bianchi (1942-) Eunice Gayson (1928-2018) Aliza Gur (1944-) Martine Beswick (1941-) Nadja Regin (1931-2019) Jan Williams Lisa Guiraut |
| 1964 | Goldfinger                                                      | Pussy Galore Jill Masterson Tilly Masterson Bonita Dink Mei-Lei Sydney, la copilote de Pussy | Honor Blackman (1925-2020) Shirley Eaton (1937-) Tania Mallet (1941-2019) Nadja Regin (1931-2019) Margaret Nolan (1943-2020) Mai Ling Tricia Muller |
| 1965 | Opération Tonnerre Thunderball                                  | Dominique « Domino » Derval Fiona Volpe Patricia « Pat » Fearing Paula Caplan Mlle Laporte La célibataire du Kiss Kiss Club Prue | Claudine Auger (1941-2019) Luciana Paluzzi (1937-) Molly Peters (1942-2017) Martine Beswick (1941-) Maryse Guy Mitsouko (1941-1995) Diana Hartford Suzy Kendall (1944-) |
| 1967 | On ne vit que deux fois You Only Live Twice                     | Kissy Suzuki Aki Helga Brandt Ling Mariko Ichiban, la masseuse de Bond | Mie Hama (1943-) Akiko Wakabayashi (1939-) Karin Dor (1938-2017) Tsai Chin (1933-) Jeanne Rolland (1937-) |
| 1969 | Au service secret de Sa Majesté On Her Majesty's Secret Service | Comtesse Teresa « Tracy » Di Vicenzo Ruby Bartlett Nancy Olympe Sue-Ann, l'Anglaise Helen, la Scandinave | Diana Rigg (1938-2020) Angela Scoular (1945-2011) Catherine Schell (1944-) Virginia North (1946-2004) Joanna Lumley (1946-) Julie Ege (1943-2008) |
| 1971 | Les diamants sont éternels Diamonds are Forever                 | Tiffany Case Abondance Delaqueue Perle Noire Bambi Marie L'assistante blonde de Shady Tree L'assistante rousse de Shady Tree | Jill St John (1940-) Lana Wood (1946-) Trina Parks (1947-) Lola Larson Denise Perrier (1935-) Valerie Perrine (1943-) Cassandra Peterson (1951-) |
| 1973 | Vivre et laisser mourir Live and Let Die                        | Solitaire Rosie Carver Miss Caruso La vendeuse du magasin vaudou La chanteuse du Fillet of Soul | Jane Seymour (1951-) Gloria Hendry (1949-) Madeline Smith (1949-) Kubi Chaza Indi Brenda J. Arnau (1941-1989) |
| 1974 | L'Homme au pistolet d'or The Man with the Golden Gun            | Mary Goodnight alias Bonne-Nuit Andrea Anders Saïda Cha, une des nièces de Hip (cheveux courts) Nara, l'autre nièce de Hip (cheveux longs) La serveuse du Bottom's Up Chew Me                                                               | Britt Ekland (1942-) Maud Adams (1945-) Carmen du Sautoy (1950-) Qiu Yuen (1950-) Joie Vejjajiva Wei Wei Wong (1948-1999) Françoise Therry |
| 1977 | L'Espion qui m'aimait The Spy who Loved Me                      | Major Anya Amasova alias Agent XXX Naomi Felicca Martine Blanchaud, la fille du chalet Kate Chapman, la secrétaire de Stromberg Rubelvitch, la secrétaire du Général Gogol La réceptionniste                                                | Barbara Bach (1946-) Caroline Munro (1949-) Olga Bisera (1944-) Sue Vanner Marilyn Galsworthy (1954-) Eva Rueber-Staier (1951-) Valerie Leon (1943-) |
| 1979 | Moonraker                                                       | Dr Holly Goodhead Corinne Dufour Manuela Dolly L'hôtesse de l'air La guide du musée La réceptionniste du musée Signoria Del Mateo Lady Victoria Devon Comtesse Labinsky Mademoiselle Deladier Drax girl brune Drax girl asiatique Drax girl | Lois Chiles (1947-) Corinne Cléry (1950-) Emily Bolton (1951-) Blanche Ravalec (1954-) Leila Shenna Anne Lonnberg (1948-) Irka Bochenko (1960-) Chichinou Kaeppler Françoise Gayat Catherine Serre Beatrice Libert Nicaise Jean-Louis Christina Hui Melinda Maxwell (1958-) |
| 1981 | Rien que pour vos yeux For Your Eyes Only                       | Melina Havelock Bibi Dahl Comtesse Lisl Von Schlaff Rubelvitch, la secrétaire du Général Gogol La fleuriste de Cortina Une nageuse à la piscine                                                                                             | Carole Bouquet (1957-) Lynn-Holly Johnson (1958-) Cassandra Harris (1948-1991) Eva Rueber-Staier (1951-) Robbin Young (1955-) Caroline Cossey (1954-) |
| 1983 | Octopussy                                                       | Octopussy Magda Bianca Penelope Smallbone Rubelvitch, la secrétaire du Général Gogol Midge Gwendoline | Maud Adams (1945-) Kristina Wayborn (1950-) Tina Hudson Michaela Clavell Eva Rueber-Staier (1951-) Cherry Gillespie (1955-) Suzanne Jerome (1960-) |
| 1985 | Dangereusement vôtre A View to a Kill                           | Stacey Sutton (en) May Day Pola Ivanova Jenny Flex Pan Ho Kimberley Jones Dominique, la dame aux papillons | Tanya Roberts (1949-2021) Grace Jones (1948-) Fiona Fullerton (1956-) Alison Doody (1966-) Papillon Soo (1961-) Mary Stävin (1957-) Carole Ashby (1955-) |
| 1987 | Tuer n'est pas jouer The Living Daylights                       | Kara Milovy Linda Rubavitch Liz Ava | Maryam d'Abo (1960-) Belle Avery, alias Kell Tyler Virginia Hey (1952-) Catherine Rabett (1960-) Dulice Liecier (1965-) |
| 1989 | Permis de tuer Licence to Kill                                  | Pamela « Pam » Bouvier Lupe Lamora Della Churchill Leiter Loti Consuelo, la secrétaire de la banque | Carey Lowell (1961-) Talisa Soto (1967-) Priscilla Barnes (1954-) Diane Hsu (1961-) Cynthia Fallon |
| 1995 | GoldenEye                                                       | Natalya Fyodovna Simonova (en) Xenia Zirgavna Onatopp Caroline Irina Anna J. Nishikov | Izabella Scorupco (1970-) Famke Janssen (1964-) Serena Gordon (1963-) Minnie Driver (1970-) Michelle Arthur |
| 1997 | Demain ne meurt jamais Tomorrow Never Dies                      | Wai Lin (en) Paris Carver Prof. Inga Bergstrom L'assistante de Carver Tamara Steel | Michelle Yeoh (1962-) Teri Hatcher (1964-) Cecilie Thomsen (1974-) Daphne Deckers (1968-) Nina Young (1966-) |
| 1999 | Le monde ne suffit pas The World Is Not Enough                  | Dr Christmas Jones Elektra King Giulietta da Vinci, alias La fille aux cigares Dr Molly Warmflash Nina Verushka | Denise Richards (1971-) Sophie Marceau (1966-) Maria Grazia Cucinotta (1968-) Serena Scott Thomas (1961-) Daisy Beaumont (1974-) Nina Muschallik (1976-) |
| 2002 | Meurs un autre jour Die Another Day                             | Giacinta « Jinx » Johnson (en) Miranda Frost Verity Calmes Fontaines de Désir L'hôtesse de l'Air L'infirmière | Halle Berry (1966-) Rosamund Pike (1979-) Madonna (1958-) Rachel Grant (1977-) Deborah Moore (1963-) Cristina Contes (1969-) |
| 2006 | Casino Royale                                                   | Vesper Lynd Solange Dimitrios Valenka La réceptionniste de l'Ocean's Club Une cliente de l'Ocean's Club | Eva Green (1980-) Caterina Murino (1977-) Ivana Miličević (1974-) Christina Cole (1982-) Alessandra Ambrósio (1981-) |
| 2008 | Quantum of Solace                                               | Camille Montes (en) Strawberry Fields Corinne Veneau Gemma | Olga Kurylenko (1979-) Gemma Arterton (1986-) Stana Katic (1978-) Lucrezia Lante della Rovere (1966-) |
| 2012 | Skyfall                                                         | Séverine (en) La fille turque | Bérénice Marlohe (1979-) Tónia Sotiropoúlou (1987-) |
| 2015 | 007 Spectre Spectre                                             | Dr Madeleine Swann Lucia Sciarra Estrella | Léa Seydoux (1985-) Monica Bellucci (1964-) Stephanie Sigman (1987-) |
| 2021 | Mourir peut attendre No Time to Die                             | Dr Madeleine Swann Nomi / Agent 007 Paloma | Léa Seydoux (1985-) Lashana Lynch (1987-) Ana de Armas (1988-) |

#### Films non produits par EON
| Date | Film                                     | Bond girls | Actrices |
| ---- | ---------------------------------------- | --- | --- |
| 1954 | Casino Royale                            | Valerie Mathis | Linda Christian (1923-2011) |
| 1967 | Casino Royale                            | Vesper Lynd Agent Mimi / Lady Fiona Mac Tarry Mata Bond Miss Moneypenny La "nouvelle arme secrète" Julie Lacuisse Frau Hoffner Meg Heather Eliza Bouton d'Or | Ursula Andress (1936-) Deborah Kerr (1921-2007) Joanna Pettet (1942-) Barbara Bouchet (1943-) Daliah Lavi (1942-2017) Jacqueline Bisset (1944-) Anna Quayle (1932-2019) Alexandra Bastedo (1946-2014) Tracey Crisp (1944-) Gabriella Licudi (1941-) Angela Scoular (1945-2011) |
| 1983 | Jamais plus jamais Never say never again | Domino Petacchi Fatima Blush La pêcheuse des Bahamas Patricia "Pat" Fearing Nicole L'otage                                                                   | Kim Basinger (1953-) Barbara Carrera (1945-) Valerie Leon (1943-) Prunella Gee (1950-) Saskia Cohen-Tanugi (1958-2020) Wendy Leech (1949-) |

### Court-métrage
| Date | Film                 | Bond girl    | Actrice                  |
| ---- | -------------------- | ------------ | ------------------------ |
| 2012 | Happy and Glorious   | Élisabeth II | Élisabeth II (1926-2022) |
| 2012 | Heineken The Express | La fille     | Bérénice Marlohe (1979-) |
| 2015 | Heineken's The Chase | La fille     | Zara Prassinot (1989-)   |

### Jeux vidéo
En dehors des films cités ci-dessus, la saga James Bond fait également l'objet d'adaptations sur les consoles de jeux vidéo. Certains d'entre eux ont eu recours à quelques comédiennes / modèles.
| Date | Titre                                                 | Bond girls                                                        | Actrice                                                |
| ---- | ----------------------------------------------------- | ----------------------------------------------------------------- | ------------------------------------------------------ |
| 2001 | Espion pour cible Agent Under Fire                    | Zoe Nightshade                                                    | Sydney Rainin-Smith                                    |
| 2002 | Nightfire                                             | Dominique Paradis Zoe Nightshade Alura Mac Call Kiko Hayasashi    | Lena Reno Jeanne Mori Kimberley Davies Tamlyn Tomita   |
| 2004 | Quitte ou Double Everything or Nothing                | Serena Saint Germaine Dr Katya Nadanova Mya Starling — Miss Nagai | Shannon Elizabeth Heidi Klum Mya Harrison — Misaki Itō |
| 2005 | Bons Baisers de Russie - le jeu From Russia with Love | Elizabeth Stark Tatiana Romanova Eva Adara                        | Natasha Bedingfield Daniela Bianchi Maria Menounos     |
| 2010 | Blood Stone 007 Blood Stone                           | Nicole Hunter                                                     | Joss Stone                                             |

### Radio
Plusieurs romans de Ian Fleming ont été adaptés pour la radio.
| Date | Titre                           | Bond Girls                                 | Actrices                                      |
| ---- | ------------------------------- | ------------------------------------------ | --------------------------------------------- |
| 1990 | You Only Live Twice             | Kissy Suzuki Tracy                         | Sayo Inaba Emma Gregory                       |
| 2008 | Dr. No                          | Honey Ryder                                | Lisa Dillon                                   |
| 2010 | Goldfinger                      | Pussy Galore Tilly MastersonJill Masterson | Rosamund Pike Lisa Dillon Anna-Louise Plowman |
| 2012 | From Russia with Love           | Tatiana « Tania » Romanova                 | Olga Fedori                                   |
| 2014 | On Her Majesty's Secret Service | Comtesse Teresa « Tracy » Di Vicenzo       | Lisa Dillon                                   |
| 2015 | Diamonds are Forever            | Tiffany Case                               | Lisa Dillon                                   |
| 2016 | Thunderball                     | Dominique « Domino » DervalPatricia        | Janet Montgomery Lisa Dillon                  |
| 2018 | Moonraker                       | Gala Brand                                 | Katherine Kingsley                            |
| 2019 | Live and Let Die                | Simone Latrelle, alias Solitaire           | Rutina Wesley                                 |

## Apparitions répétées
- Eunice Gayson et Eva Rueber-Staier sont les seules actrices à apparaître dans plusieurs films pour le même rôle de James Bond girl : James Bond 007 contre Dr. No et Bons Baisers de Russie, et Rubelvitch (la secrétaire du Général Gogol) dans L'Espion qui m'aimait, Rien que pour vos yeux et Octopussy. Elles sont rejointes en 2021 par Léa Seydoux qui reprend le rôle de Madeleine Swann dans Mourir peut attendre, après avoir été à l'affiche de 007 Spectre en 2015.
- Plusieurs autres comédiennes avaient été envisagées pour reprendre leur rôle sans que cela ne se concrétise : Barbara Bach, initialement prévue pour jouer dans Moonraker et Dangereusement vôtre, fut finalement remplacée par une anonyme dans Moonraker et par Fiona Fullerton dans Dangereusement vôtre. Michelle Yeoh fut un moment pressentie pour apparaître dans Meurs un autre jour, tout comme Eva Green dans Quantum of Solace. Il a également été envisagé de créer un spin-off sur le personnage de Jinx (en), incarné par Halle Berry dans Meurs un autre jour, mais le projet a été écarté.
- Lois Maxwell interpréta 14 fois Miss Moneypenny (de James Bond 007 contre Dr. No, 1962, à Dangereusement vôtre, 1985) et Judi Dench 8 fois M (de GoldenEye, 1995, à Spectre, 2015, en caméo). Toutefois, ces personnages ne sont pas considérés comme des James Bond girls.
- Certaines actrices ont joué plusieurs rôles dans la saga. L'actrice qui tient le record de rôles est Maud Adams qui figure dans trois films : L'Homme au pistolet d'or où elle est Andrea Anders, Octopussy où elle joue le personnage Octopussy et Dangereusement vôtre où elle apparaît en figurante dans la foule (caméo, non créditée).
- Tsai Chin et Diana Hartford ont la particularité d'avoir tourné dans deux épisodes séparés d'une quarantaine d'années : ayant chacune obtenu un premier petit rôle, respectivement dans On ne vit que deux fois (1967) et Opération Tonnerre (1965), elles apparurent toutes deux dans Casino Royale en 2006.
- Martine Beswick incarne également des personnages différents dans deux films de la série. Elle est Vida, la tzigane bagarreuse, dans Bons Baisers de Russie et Paula Caplan, une collègue de Bond dans Opération Tonnerre.
- Ursula Andress, Valerie Leon, Caroline Munro et Angela Scoular apparaissent chacune dans un épisode « officiel » de la saga produite par EON ainsi que dans un épisode « indépendant ». Valerie Leon est la réceptionniste de l'hôtel en Sardaigne dans L'Espion qui m'aimait ainsi que la pêcheuse aux Bahamas dans Jamais plus jamais. Ursula Andress est Honey Rider, la James Bond girl de Dr No, mais aussi Vesper Lynd dans le Casino Royale pastiche de 1967. À l'inverse, Caroline Munro et Angela Scoular apparurent toutes deux dans le pastiche de 1967 avant d'obtenir un rôle dans un épisode d'EON.
- Sheena Easton et Madonna sont les seules chanteuses à apparaître dans l'épisode dont elles interprètent la chanson-titre. Si Sheena Easton n'apparaît que dans le générique, Madonna dispose d'un vrai caméo dans Meurs un autre jour où elle incarne Verity, l'entraîneuse d'escrime, sans être créditée.
- Rosamund Pike incarne des personnages au cinéma (Miranda Frost dans Meurs un autre jour) et à la radio (Pussy Galore dans Goldfinger).
- L'actrice britannique Lisa Dillon détient le record d'apparitions à la radio puisqu'elle prête sa voix dans cinq aventures, en interprétant à chaque fois un personnage différent.
- La plupart des principales James Bond girls (ainsi qu'énormément de personnages féminins) de films entre James Bond contre Dr. No et Moonraker ont été doublées par Nikki van der Zyl (1935-2021), à l'exception de Honor Blackman, Diana Rigg, Jill St John, Britt Ekland, Barbara Bach et Lois Chiles.